# 普羅斯托雷 (盧甘斯克州)
49°38′51″N 38°29′49″E / 49.64750°N 38.49694°E
普羅斯托雷（烏克蘭語：Просторе）是位於烏克蘭東部的村莊，由盧甘斯克州斯瓦托韋區的比洛庫拉基內市鎮負責管轄。該村始建於1929年，面積4平方公里，海拔高度157米，2001年人口695，人口密度每平方公里217.2人。